# Balasjikha
Balasjikha (russisk: Балашиха, tr. Balasjikha) er en by i Moskva oblast i Rusland. Byen ligger omkring 20 km øst for Moskva, omkring 1 km øst for MKAD, ved floden Pekhorka, i et område der er kendt for sit unikke system af floder og vandløb. Pekhorkas flodsystem strækker 40 km nord-syd og 20 km øst-vest med mange småsøer og damme, der blev bygget for at levere vandkraft til spinderier og væverier i 1800-tallet.
Byen har 530.311 (2024) indbyggere. Balasjikha blev grundlagt i 1830  og fik bystatus i 1939.